# Human Rights
A Human Rights az Illés zenekar cím nélküli 1971-ben megjelent, úgynevezett „fehér albumának" A oldalán szereplő oratórium. A hat számból álló összefüggő darabot az együttes az eredeti kiadáshoz mellékelt képeslapméretű kártyán Angela Davisnek ajánlotta.
Az összekötőszöveget Mensáros László mondja el. Ez az album, a magyar beat-zenében az első beat-oratóriumi kísérlet. A mikrobarázdás hanglemezen megjelent első kiadáshoz egy fekete-fehér fénykép is tartozott, melyen Angela Davis volt látható bilincsben, két ember kíséretében. A lemez ugyanis tiltakozás volt az Illés zenekar hatósági elnémítása ellen, de ennek ellenére és ennek tudtában a kor félig önjelölt zenei főcenzora, Erdős Péter, részben üzletember lévén, mégis hajlandó volt kiadatni, de azt javasolta a zenekar tagjainak, hogy az ekkoriban az USA-ban üldözött Angela Davis emberjogi aktivistának ajánlják, hogy a lemezgyár elkerülhesse a további ideológiai eredetű konfliktusokat.. Az együttes tagjai végül beleegyeztek abba, hogy nem a lemezen, hanem mellékletként készítik az ajánlást, ugyanis nem akarták, hogy a lemezen nyoma maradjon. >
A mai napig tisztázatlan, hogy az albumnak létezik-e Qualitonos kiadása, megoszlanak a vélemények ezzel kapcsolatban. Tény az, hogy a citromsárga lemezcímkés Pepitás változat lett az "elterjedtebb", melyet már sztereó hangzásban jelentettek meg. Néhány évvel később kiadták a narancssárga címkés változatot is, amelyen szintén a Pepita lemezkiadó emblémája volt látható.
A magyar médiában a Human Rights először 1987-ben hangzott el a Lőrincz Andrea és Herskovits Iván szerkesztésében készített Illés életműsorozatban. Ekkor nyílott a zenekar tagjainak lehetőségük először átfogóan szólniuk a lemezről.

## Az album dalai
Minden dal Szörényi Levente és Bródy János szerzeménye, kivéve azok, ahol a szerzőség jelölve van.

### A oldal
1. Bevezetés (az Emberi Jogok Egyetemes Nyilatkozatából)  – 3:25
2. Ész és lelkiismeret – 3:24
3. Te kit választanál – 4:29
4. Elinduló – 4:05
5. Virágok tengere – 4:09
6. Inkvizíció – 4:54

### B oldal
1. Kégli-dal – 3:35
2. Approximáció – 3:51
3. Légy egy napra a kedvesem – 3:47
4. Színes ceruzák – 4:17
5. A legjobb dobos a világon (Pásztory Zoltán) – 2:30
6. A Kati jött – 3:36

### Bónuszdalok
1. Élünk és meghalunk (Illés Lajos-Bródy János) – 2:46
2. Júliára várunk – 3:14
3. Menekülés – 3:27
4. Ne sírjatok lányok – 2:58
5. Nem hiszem – 2:53

## Közreműködők
- Illés Lajos – ének, billentyűs hangszerek
- Szörényi Levente – ének, gitár, zongora
- Szörényi Szabolcs – ének, basszusgitár
- Bródy János – gitár
- Pásztory Zoltán – dob, ütőhangszerek
- Mensáros László (próza)

### A hanglemez készítői
- Antal Dóra – zenei rendező
- Radányi Endre – hangmérnök

## Külső hivatkozások
- Információk az Illés hivatalos honlapján
- Információk a Hungaroton honlapján
- Információk a lemez történetéről
- Részletes stáblista